# Cal Barbany
Cal Barbany és una obra del municipi de Sant Cugat del Vallès (Vallès Occidental) inclosa en l'Inventari del Patrimoni Arquitectònic de Catalunya.

## Descripció
Casa de planta rectangular de planta baixa i dos pisos. Està situada en una cruïlla, fet que ha condicionat la seva estructura. Aquesta ha estat ben resolta mitjançant un element circular sobresortint que uneix les dues façanes laterals. Els murs presenten un esquema simètric. S'han utilitzat diferents tipologies en la decoració i composició: finestres i balcons rectangulars coronats per un frontó, balustrada, fris...i finestres de punt rodó. Un balcó de barana correguda envolta el pis central del cos circular.
Durant la Segona República en aquesta finca van tenir la seva seu l'Associació Protectora de l'Ensenyança Catalana i l'Ateneu Santcugatenc. Durant els primers mesos de la Guerra Civil va ser local del Comitè de Milícies Antifeixistes de Sant Cugat i un cop acabada la guerra, i durant bona part del franquisme, allotjaria a la Delegación Local de Falange Española Tradicionalista y de las JONS i la seu local de la Central Nacional-Sindicalista